# Werner Schmid
Pour les articles homonymes, voir Schmid.
Werner Schmid, né le 6 novembre 1898 à Zollikon et mort le 29 avril 1981 à Zurich, est un homme politique suisse, membre du Parti libéral-socialiste.

## Biographie
Instituteur de formation, il exerce de 1924 à 1928 à Wetzikon puis jusqu'en 1956 à Zurich. Il travaill ensuite pendant quelques années au sein du Büro gegen Amts- und Verbandswillkür fondé par Gottlieb Duttweiler puis devient journaliste et écrivain.
Élu au parlement cantonal de la ville de Zurich de 1942 à 1946, il est également député au Grand Conseil du canton de Zurich de 1943 à 1947 et élu au Conseil national de 1947 à 1951, puis de 1962 à 1971. Il est alors membre du Parti libéral-socialiste qui défend les théories de l'économie libre.

## Ouvrages
Parmi ses publications, on relève une biographie de Silvio Gesell, fondateur du mouvement, écrite en 1954 avec son collègue et ami Fritz Schwarz dont il écrira également la biographie. Il est également l'auteur de Schweizerische Aussenpolitik gestern, heute und morgen en 1945, Die Geschichte des Schweizerfrankens en 1948 et Erlebnisse und Begegnungen en 1973.

## Sources
1. ↑  (de) « Werner Schmid, 1898 - 1981 », sur edimuster.ch (consulté le 18 mars 2010).
2. ↑  « Banque de données recensant les membres des conseils depuis 1848 », sur parlement.ch (consulté le 18 mars 2010).
3. ↑  (de) « Fritz Schwarz - Das Lebensbild eines Volksfreundes », sur buchhandel.de (consulté le 18 mars 2010).